# Embryologi
Embryologi är läran om organismers tidiga utveckling, från det encelliga stadiet till ett självständigt livs början. Embryologi handlar därför om vilka steg som är nödvändiga för att utvecklingen av en levande organisms kropp skall kunna ske.
Modern embryologi studerar de molekylära mekanismer som ligger bakom embryots utveckling.